# Skyler Flatten
Skyler Flatten (Clark, 2 luglio 1995) è un cestista statunitense.

## Carriera
Il 16 luglio 2019 firma un contratto con la Pallacanestro Virtus Roma, tuttavia date le sue precarie condizioni fisiche, il 23 agosto la società comunica la rescissione del contratto.

## Palmarès
- Campionato danese: 1

Bakken Bears: 2022-23